# 夜宵草
夜宵草（日语：／ Yayoisō，？年11月23日—），日本女性漫畫家，出身於大分縣佐伯市，其本名及出生年份未有公開。曾創作《ReLIFE 重返17歲》。

## 生平
夜宵草出身於大分縣佐伯市。小時候因父親工作之故，曾搬家至福岡縣、島根縣、新潟縣，中學2年級時又回到大分縣。後於大分縣立大分上野丘高等學校畢業。大學畢業後曾在一般公司工作，後來一邊擔任約聘人員一邊投稿網路漫畫，2013年在「comico」出道，并開始創作首部長篇漫畫《ReLIFE 重返17歲》。
2015年，其作品《ReLIFE 重返17歲》獲得全國書店店員推薦漫畫票選第6名。此外，《ReLIFE 重返17歲》亦於2015至2018年間分別被改編成電視動畫、舞台劇、真人版電影以及小說，其中小說由夜宵草負責插畫。《ReLIFE 重返17歲》於2018年完結，同年夜宵草開始創作第二部長篇漫畫《BLUE HEARTS》，並於2021年完結。

## 作品列表

### 漫畫
- 《Cross Line》（「Alphapolis」、2013年1月－2013年5月）
- 《ReLIFE 重返17歲》（ReLIFE）（「comico」、2013年10月－2018年3月），單行本全15卷[8]
- （「Alphapolis」、2013年12月－2014年11月），單行本全1卷[9]
- 《BLUE HEARTS》（ブルーハーツ）（「comico」、2018年11月－2021年1月），單行本全5卷[10]

### 插畫
- 小說（「comico」）插畫
- 小說（「德間書店」）插畫
- 小說（「雙葉社」）插畫

## 外部連結
- 夜宵草的X（前Twitter）